# セレベスツカツクリ
セレベスツカツクリ（Macrocephalon maleo）は、鳥綱キジ目ツカツクリ科セレベスツカツクリ属に分類される鳥類。本種のみでセレベスツカツクリ属を構成する。

## 分布
インドネシア（サンギヘ島、スラウェシ島、バンカ島、ブトン島、レンベー島）固有種

## 形態
全長55-60センチメートル。翼長27.9-30センチメートル。メスよりもオスの方が大型になる。尾羽は長く、尾羽の数は18枚。全身の羽衣は黒や暗褐色。腹部から尾羽基部の下面（下尾筒）にかけての羽衣はピンクがかった白。尾羽は緑色の光沢がある黒。
顔には羽毛が無く、黄褐色の皮膚が裸出する。眼の周囲は黄みを帯びたピンク色。後頭には骨質の突起がある。嘴はやや長くて太い。嘴の色彩は黄色みを帯びたピンク色。上嘴基部は赤褐色。人間でいう足の甲（ふ蹠）前部は網目状に鱗が並ぶ。趾の爪は小型。後肢は淡灰色や灰黒色で、趾は黄色がかる。
幼鳥は後頭に骨質の突起がない。

## 生態
標高1,200メートル以下の森林などに生息する。ペアで生活する。
繁殖形態は卵生。ペアは一生解消されない。集団繁殖する事もあり、複数のペアが同じ穴に卵を産む事もある。メスは森林の林床や砂浜、水辺などに深さ90-120センチメートルの穴を掘って卵を産む。地熱や太陽熱によって卵を孵化させる。

## 人間との関係
開発による生息地の破壊、卵の乱獲などにより生息数は減少している。1930年に成鳥や雛の捕獲が禁止され、1970年に法的に保護の対象とされた。一方で地域によっては政府が現地の住民に卵の採集を許可したり、卵の密猟が行われている。スラウェシ島での1978年における生息数は5,000-10,000羽、1985-1991年における生息数は沿岸部に335-740ペア、内陸部に約2,000ペアと推定されている。